# Eva Ahnert-Rohlfs
Eva Ahnert-Rohlfs (11 de agosto de 1912-9 de marzo de 1954) fue una astrónoma alemana. Realizó importantes observaciones sobre estrellas variables.

## Biografía
Nació como Eva Rohlfs en Coburgo, en el Ducado de Sajonia-Coburgo-Gotha. 
Estudió en las Universidades de Würzburg, Múnich y Kiel desde 1931 hasta 1933. Tras un retiro de nueve años en pos de su vida familiar, retomó sus estudios en 1942, y continuó hasta el fin de la Segunda Guerra Mundial en la Universidad de Göttingen. 
Desde 1945 trabajó estrechamente como astrónomo asistente con el profesor Cuno Hoffmeister en el Observatorio Sonneberg, del que este fue fundador. En 1951 recibió un Doctorado en Astrofísica de la Universidad de Jena. Desde el observatorio Sonneberg realizó importantes observaciones de las estrellas variables que detalló en el artículo Zur Struktur und Entstehung des Perseidenstroms (Sobre la estructura y el origen de la corriente de las Perseidas) incluido en las Publicaciones del Observatorio Astronómico de Sonneberg.
En el Observatorio Sonneberg, Eva Rohlfs conoció al astrónomo Paul Oswald Ahnert, con quién se casó en 1952. Su matrimonio duró solo dos años, pues ella falleció en 1954 a la edad de 41 años.

## Obituarios
- «Franz Karl Zweck.»[4]

- «Eva Ahnert-Rohlfs.» C. Hoffmeister. En: Die Sterne. Heft 5/6, Jahrgang 1954, pp. 103–105